# 종리권

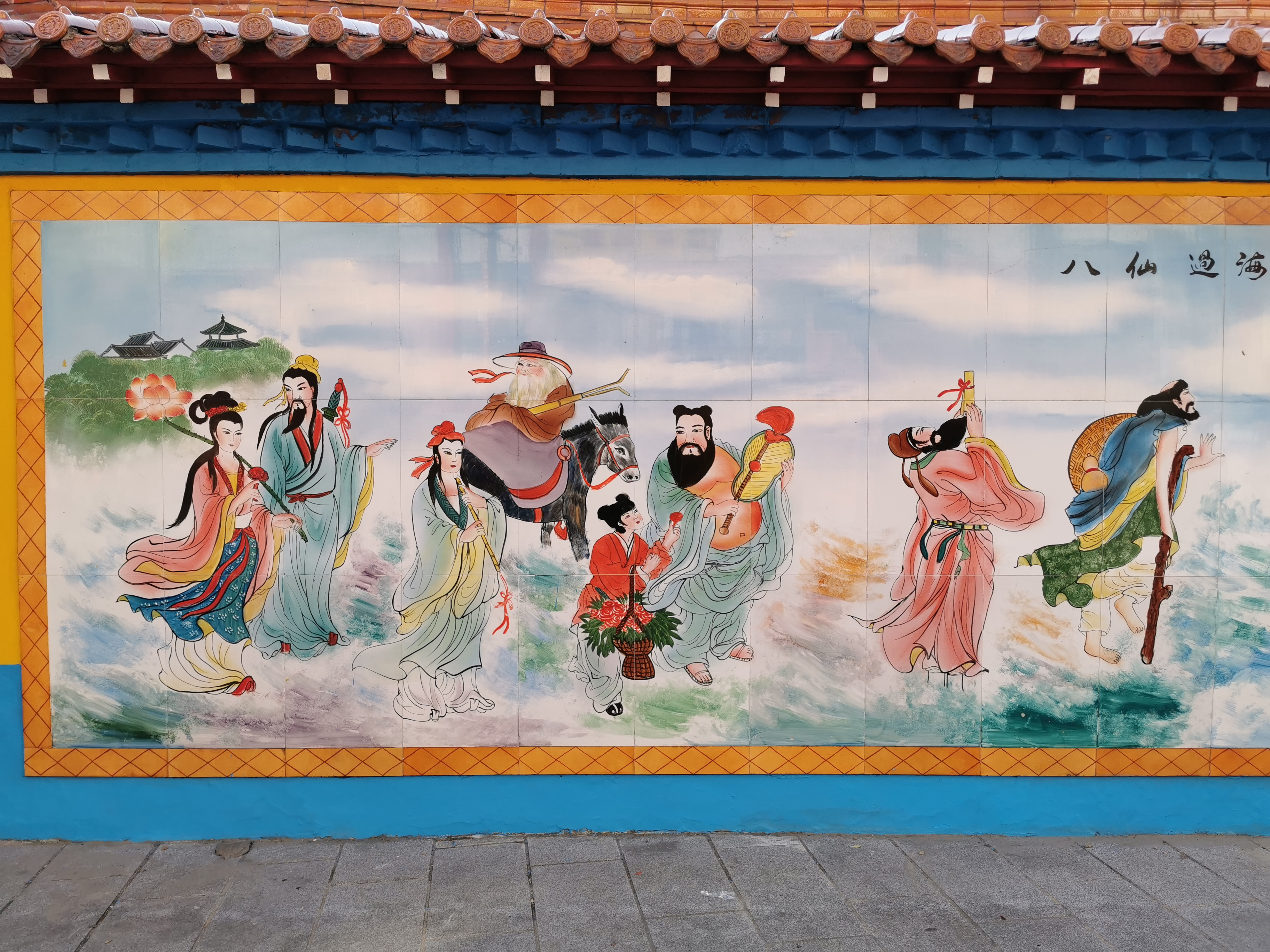
인천 차이나타운의 팔선도. 뚱뚱하고 부채를 든 인물이 종리권이다.

종리권(鍾離權)은 중국 도교의 선인이다. 팔선 중에 으뜸이다.
중국 신화의 인물이자 도교 판테온의 여덟 불멸자 중 한 명이다. 한나라 때 태어났다고 하여 한종리(漢鍾離)라고도 한다. 전설에서 그는 죽은 자를 부활시키고 돌을 은이나 금으로 바꿀 수 있는 큰 부채를 휘두른다.